# Travis Smith
Travis Smith (nacido el 29 de abril de 1982 en Bainbridge, Georgia) fue el primer batería de la banda Trivium desde su creación en el 2000, hasta que lo reemplazo Nick Augusto el 4 de febrero de 2010. Travis es muy conocido por su velocidad en los pies (se le conoce como «el rey del doble-pedal»; una habilidad que lo ha hecho merecedor de distinciones en revistas y otros medios).[cita requerida]
En los premios de la revista Metal Hammer, Travis recibió el premio "Mejor Baterista del año" 

## Equipo
Smith usa una batería ddrum con su diseño personalizado. También usa herrajes Gibraltar Hardware, pads electrónicos ddrum y platillos Sabian. Desde enero de 2007 Travis usa parches Acuarian - texturizados para los parches superiores de los toms, parches negros de alta frecuencia en el lado resonante, y parches Superkick II en el lado del golpeador del bombo. Usa guantes marca Ahead y baquetas de su propia firma.
La configuración del 'Warrior Kit' es color negro cenizo y una capa transparente con herrajes de níquel negro: 400 púas cromadas en la línea de los lugs; dos bombos 20"x24"; toms de 7"x8", 8"x10", 9"x12" y 10"x14"; toms de piso 16"x16" y 16"x18"; la caja es de 7"x14"; y deccabons de acrílico, medidas 6", 8", 22", 24". También cuenta con un conjunto de pads de malla marca ddrums, controlados por un módulo ddrum 4SE.

### Signature Kit
En el festival de invierno de la NAMM en 2006, ddrum anunció la creación de un set de batería bajo el nombre de Travis Smith, basado en su Warrior Kit. También se anunció el lanzamiento de la tarola Travis Smith.